# آی یازاوا
آی یازاوا (به ژاپنی: 矢沢あい,  Yazawa Ai) (زاده ۷ مارس ۱۹۶۷ در استان هیوگو، ژاپن) یک هنرمند مانگاکای ژاپنی است. او فعالیت هنری‌اش را از سال ۱۹۸۵ آغاز کرد.
برجسته‌ترین اثر او مجموعه مانگای نانا (Nana) است، که از سال ۲۰۰۰ نوشتن و تصویرگری آن را آغاز کرده و تاکنون ۲۱ شماره آن را منتشر کرده‌است.

## معروف‌ترین آثار
- تنشی نانکا جا نای (۱۹۹۲–۱۹۹۵، ۸ شماره)
- گوکینجو مونوگاتاری (۱۹۹۵–۱۹۹۸، ۷ شماره)
- کاگن نو تسوکی (۱۹۹۸–۱۹۹۹، ۳ شماره)
- بوسه بهشت (۲۰۰۰–۲۰۰۴، ۵ شماره)
- نانا (۲۰۰۰–در جریان، ۲۱ شماره تاکنون)